# Демидова Жесть
Демидова Жесть (біл. вёска Демидова Жесть) — село в складі Смолевицького району Мінської області, Білорусь. Село підпорядковане Плиській сільській раді, розташоване в центральній частині області.